# Georg Christian Unger
Georg Christian Unger, född 25 maj 1743 i Bayreuth, Kurfurstendömet Bayern, Tyskromerska riket
död 20 februari 1799 i Berlin, var en tysk arkitekt och byggmästare åt Fredrik II av Preussen. 
Unger var elev till Carl von Gontard och ritade ett stort antal offentliga byggnader och representativa borgarhus i Berlin och Potsdam.

## Kända verk i urval

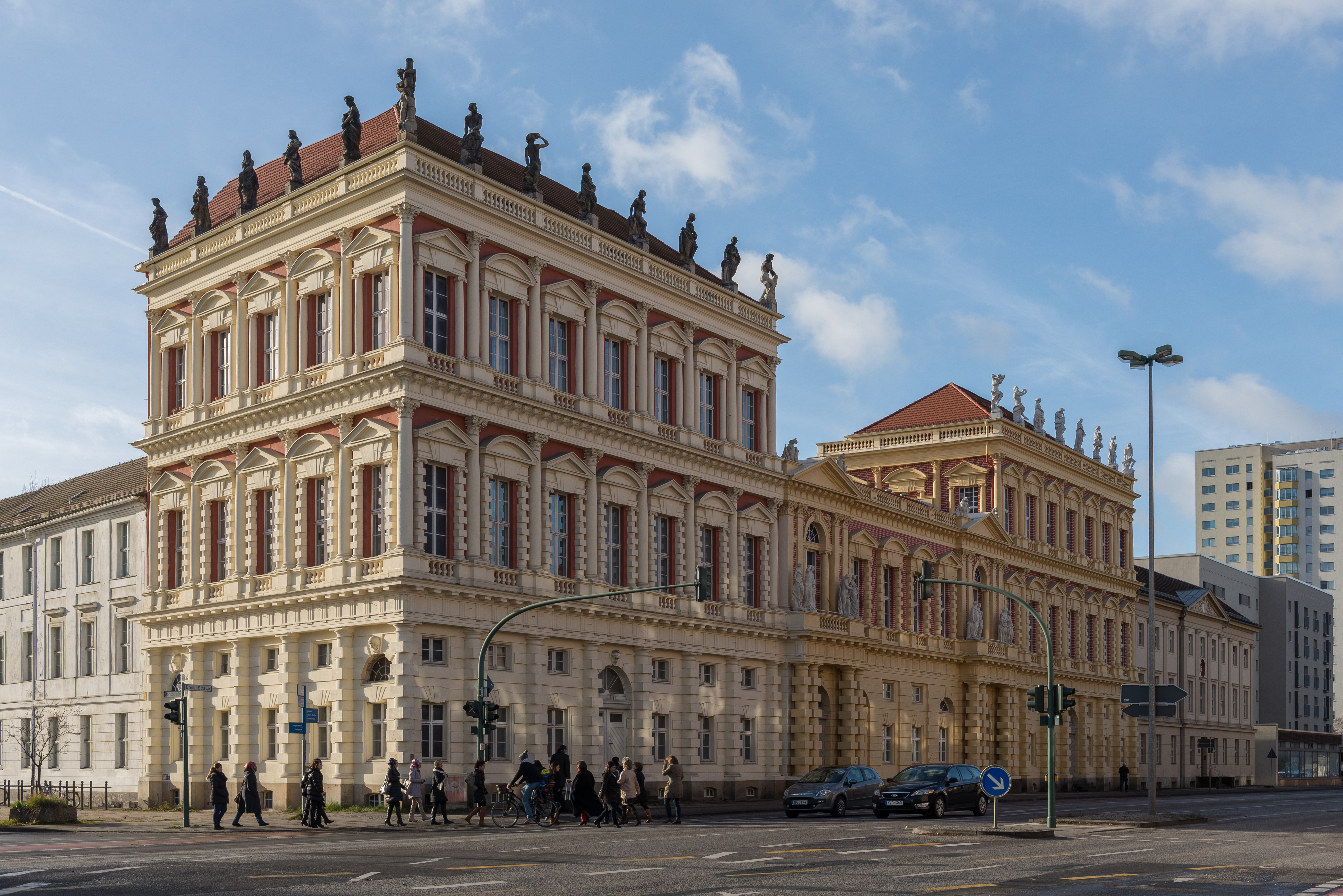
Hiller-Brandtska husen på Breite Strasse i Potsdam.

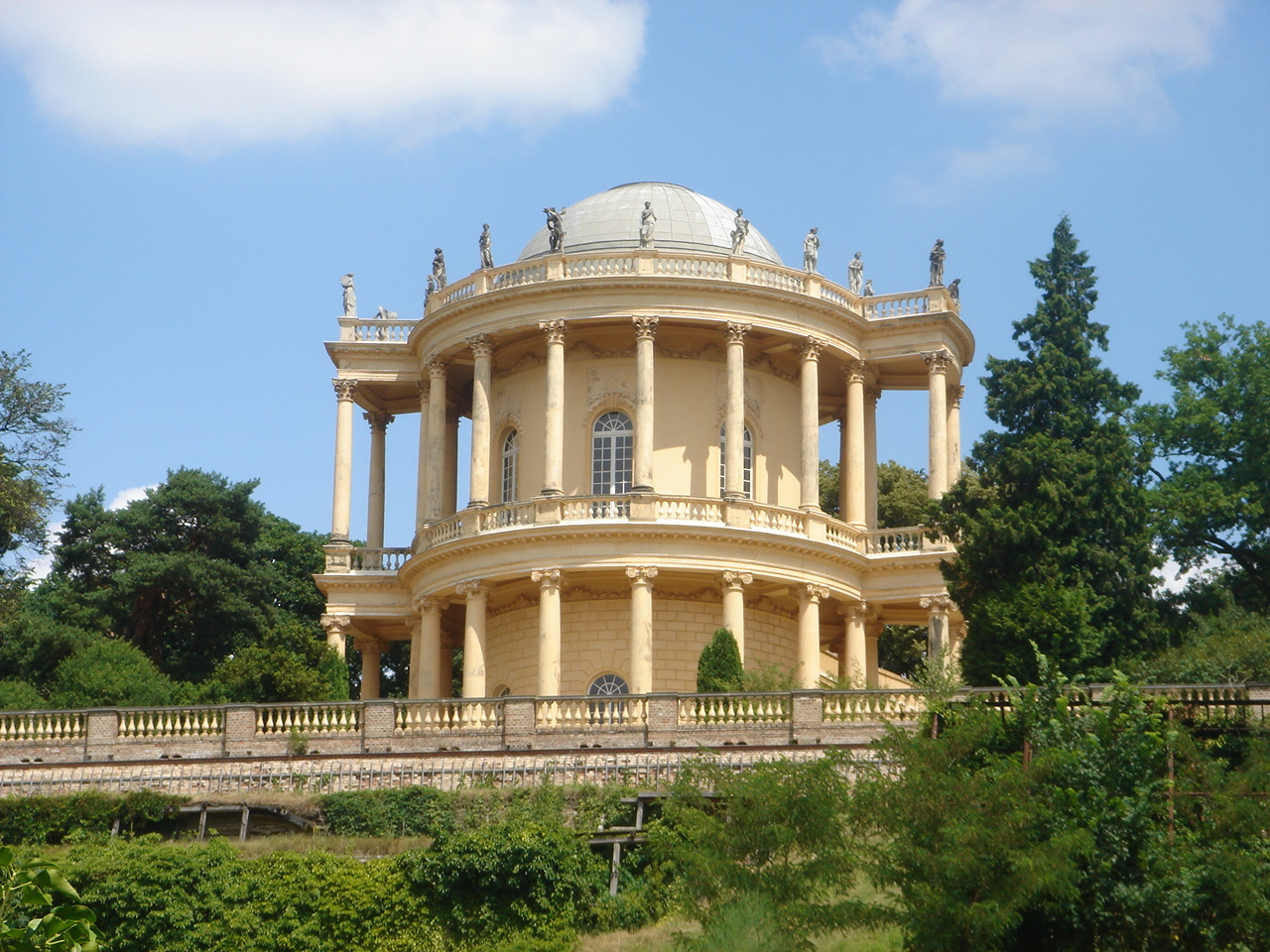
Belvedere auf dem Klausberg i Sanssouciparken, Potsdam.

- Hiller-Brandtska husen i Potsdam (1769)
- Brandenburger Tor i Potsdam (med Carl von Gontard, 1770)
- Belvedere auf dem Klausberg, Potsdam (1770–1772)
- Eiches bykyrka (1771)
- Ombyggnad av Neue Kammern vid Sanssouci i Potsdam (1771–1775)
- Alte Königliche Bibliothek vid Bebelplatz i Berlin (1775–1780), rekonstruerat 1963–1969
- Teatern på Gendarmenmarkt (med Jan Bouman, 1776), på platsen för det nuvarande Konserthuset i Berlin
- Berliner Kadettenhaus (1776–1779)
- Tornen på Deutscher Dom och Französischer Dom i Berlin (med Carl von Gontard, 1780–1785)
- Norra gaveln på Langer Stall i Potsdam (1781)
- Jägerbrücke med kolonnader i Berlin (1782)
- Alte Post i Potsdam (1783–1784)
- Haus mit den 99 Schafsköpfen vid Alexanderplatz i Berlin (1783)
- Borgarhus vid Unter den Linden, Leipziger Strasse och Gendarmenmarkt i Berlin